# Будинок Молявка
Будинок Молявка — пам'ятка архітектури місцевого значення у Чернігові. Наразі у будівлі розміщується комунальне підприємство «Чернігівоблагроліс».

## Історія
Рішенням виконкому Чернігівської обласної ради народних депутатів від 19.02.1985 № 75 надано статус «пам'ятника архітектури місцевого значення» з охоронним № 17-Чг під назвою «Житловий будинок».
Будівля має власну «територію пам'ятника» та розташована у «комплексній охоронній зоні пам'яток історичного центру міста», за правилами забудови та використання території. На будівлі не встановлено інформаційну дошку.

## Опис
Будинок був збудований на початку ХХ століття на Сіверянській вулиці. До садиби входили сад та фонтан (не збереглися).
Одноповерховий, дерев'яний на цегляному фундаменті, прямокутний у плані будинок із вежею. Вежа — служить другим (мансардним) поверхом — виступає за червону лінію ризалітом і зміщена вліво від центральної осі фасаду будинку. Будинок має складну асиметричну будову з кількома входами. Правіше від вежі розташований головний вхід з ґанком, також є вхід із лівого краю будинку. Центральний вхід (вхідні двері) оформлений романтичними мотивами, зокрема, стилізованим зображенням арфи, зображенням жіночої голови — богині Вести. Оригінальний за композицією садибний будинок, збудований у стилі модерн, з ганком на кованих колонах і вежею з шатровим верхом під залізним дахом, викладеним у вигляді риб'ячої луски. Візерунки хвилеподібні орнаменти кованої декоративної корони шатрової покрівлі вежі увінчані орнаментально-декоративним облицюванням.
Фасад обшитий горизонтальною профільною шалівкою та розчленований пілястрами, пофарбований у темно-зелений колір. Поєднує античні форми з сучасністю, що проявляється в цікавому облицюванні вікон: що нагадує жіночий силует. Вікна фасаду увінчані різьбленим дерев'яним декором блакитного кольору, що має подібність до іншого садибного будинку по Ринковій вулиці. Вікна без наличників.
Усередині будівлі збереглися оригінальні ліпнина, кахель, а на ґанку на підлозі — метласька кахель харківського заводу Бергенгейма. Будинок зберігся у споконвічному вигляді, за винятком балкона другого поверху, який через старість був реставрований за проектом архітектора Андрія Карнабєда .
Більшість краєзнавців схиляються до думки, що будинок належав Михайлу Молявці, де він жив до 1917 року. Михайло Олександрович Молявко був гласним Чернігівських губернського та повітового земських зібрань, як дворянин - депутатом Чернігівського губернського дворянського зібрання; походив із заможної козацької родини, відомої ще з середини XVII століття. 
Після більшовицької окупації будинок був націоналізований, тут розміщувалися різні установи. Під час окупації Чернігова німецькими військами в роки Другої світової війни тут розміщувався будинок офіцерів Вермахту.
Наразі в будівлі розміщується комунальне підприємство «Чернігівоблагроліс».

Особливості дизайну
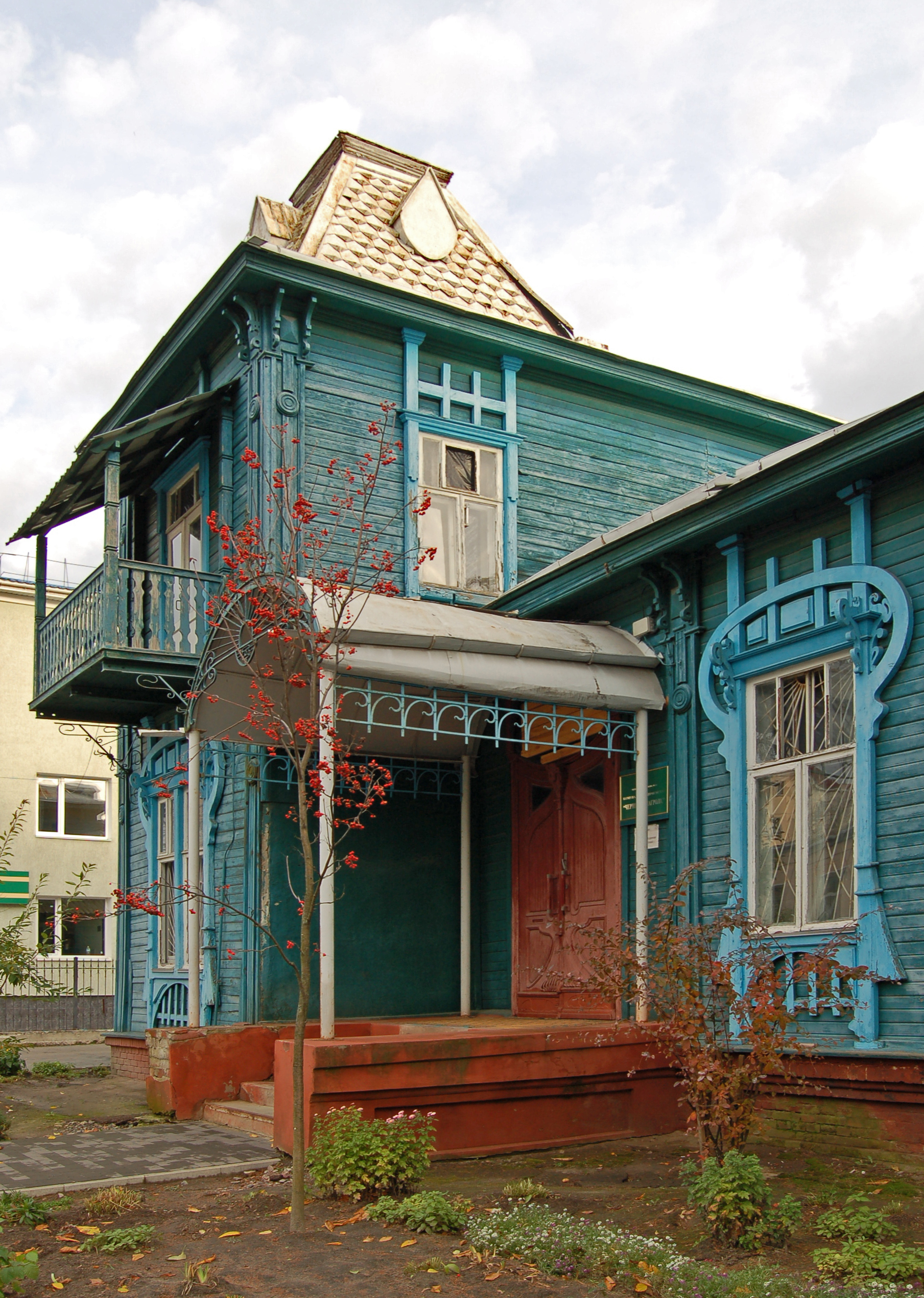
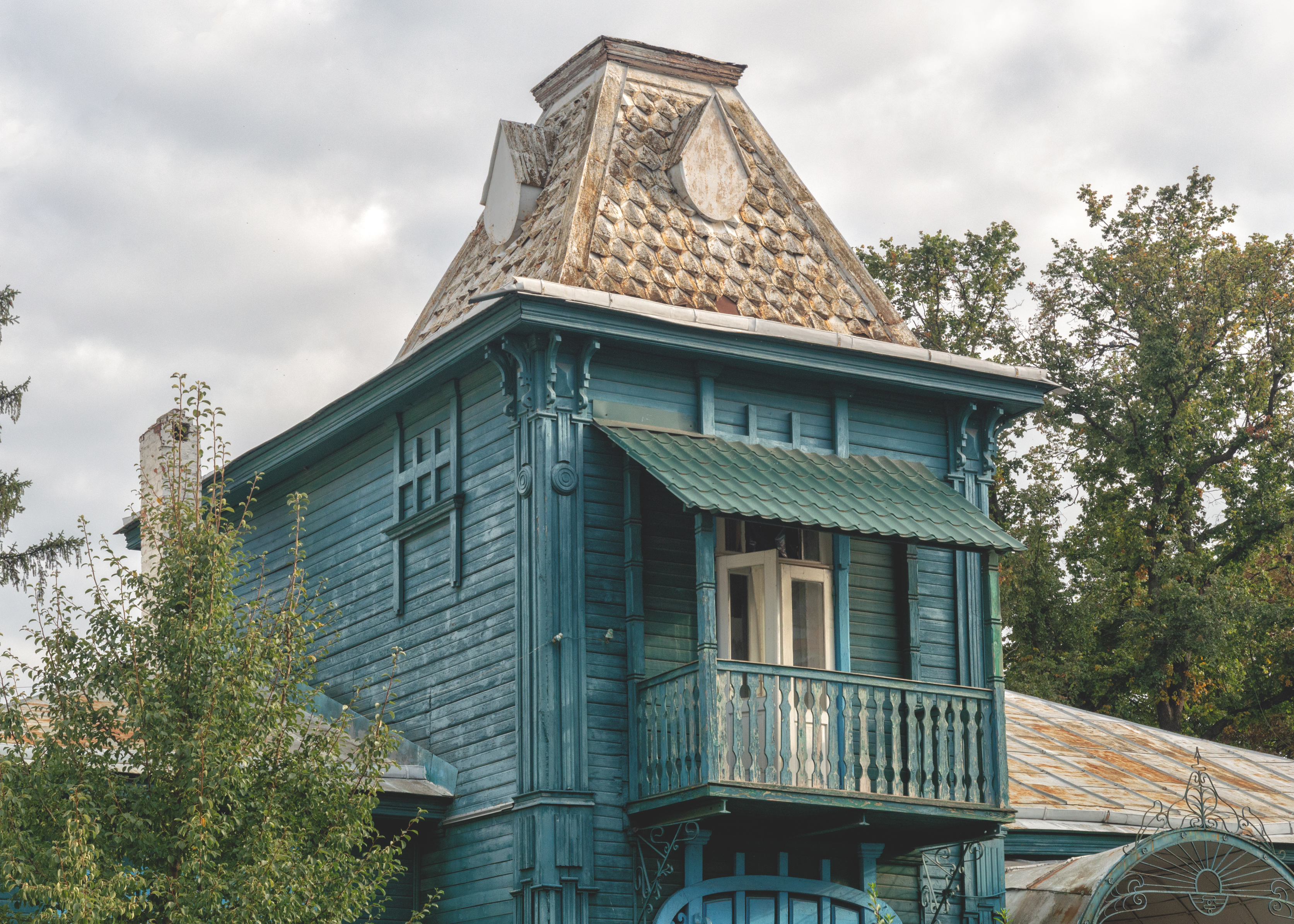
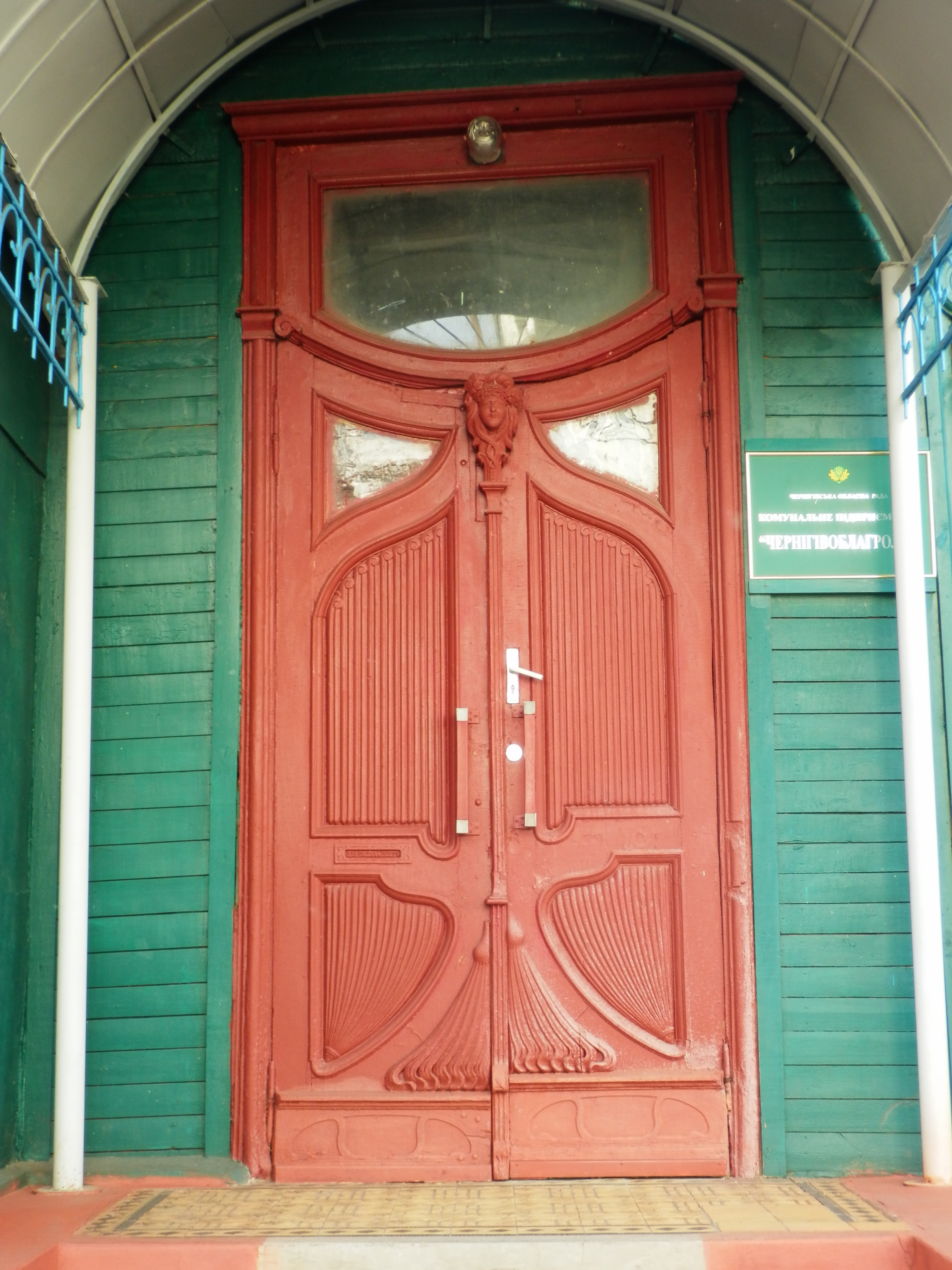
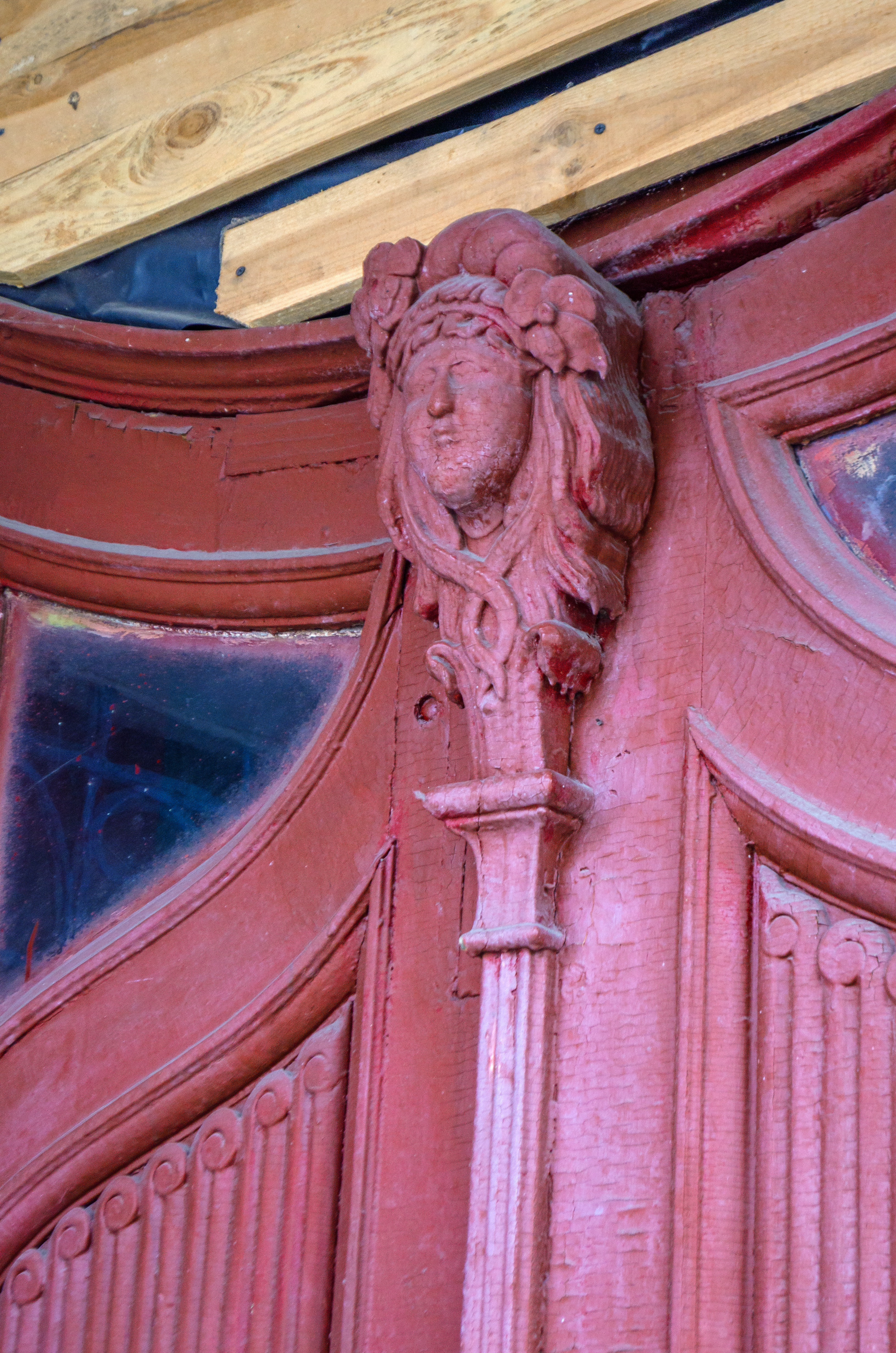
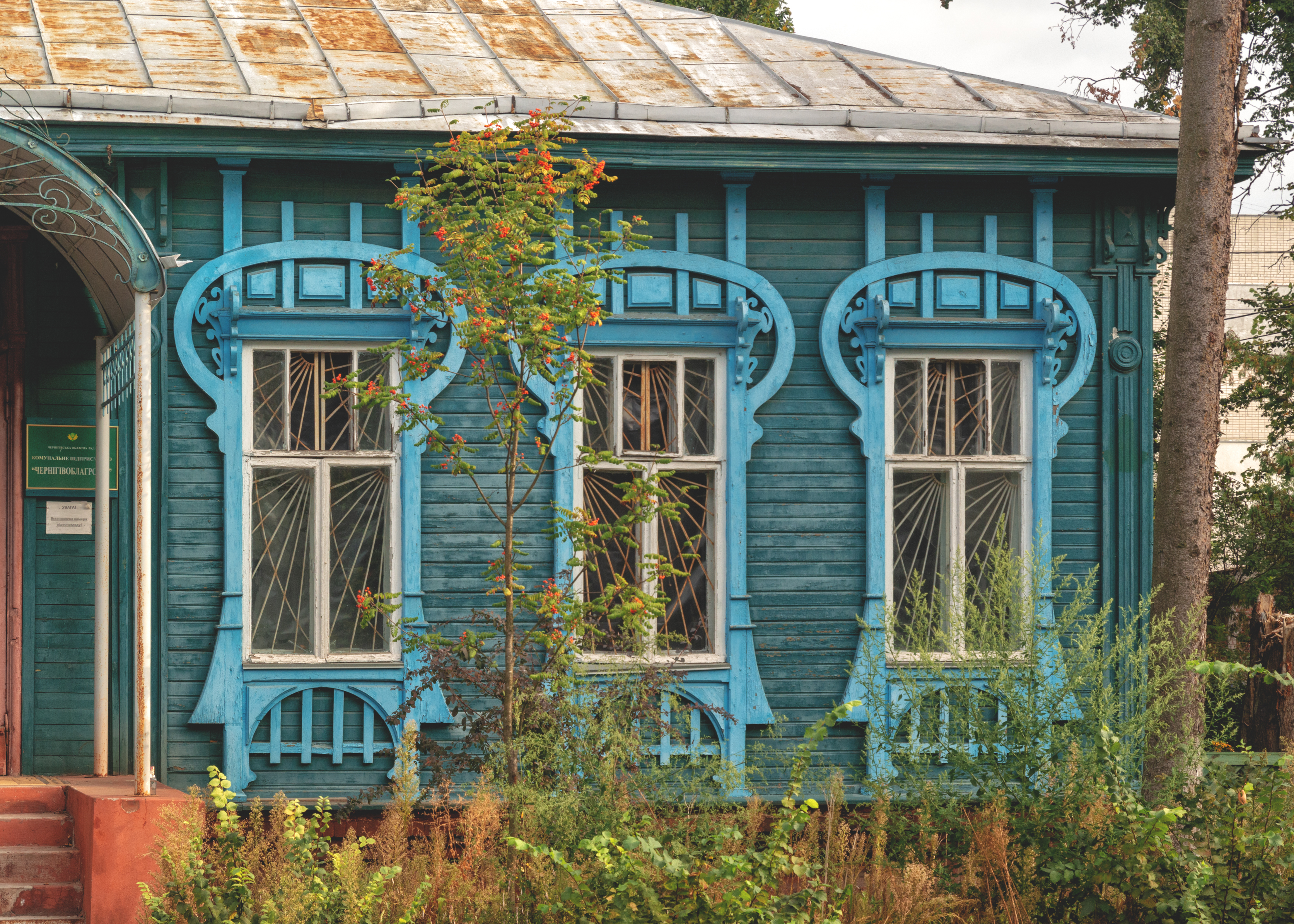
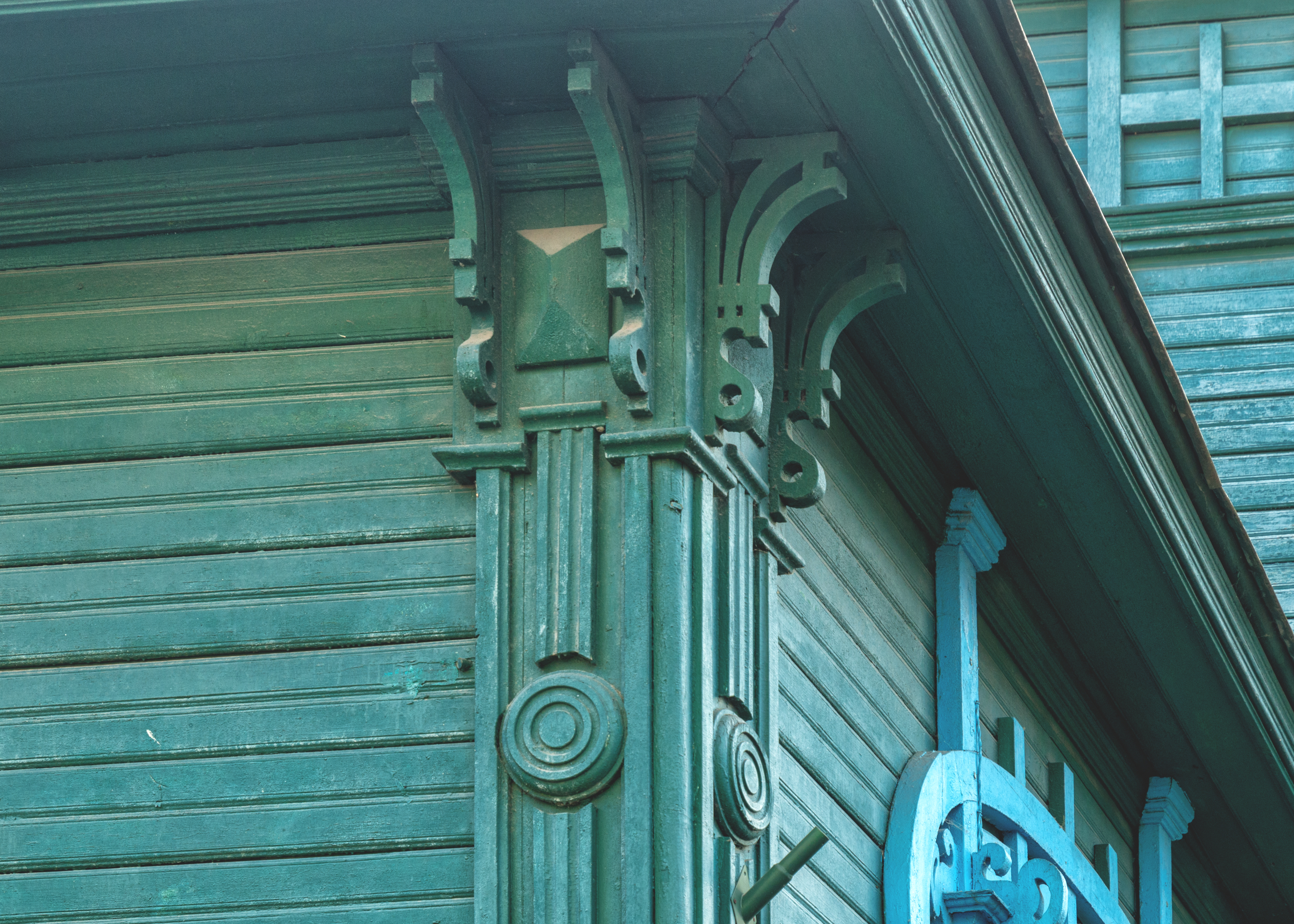
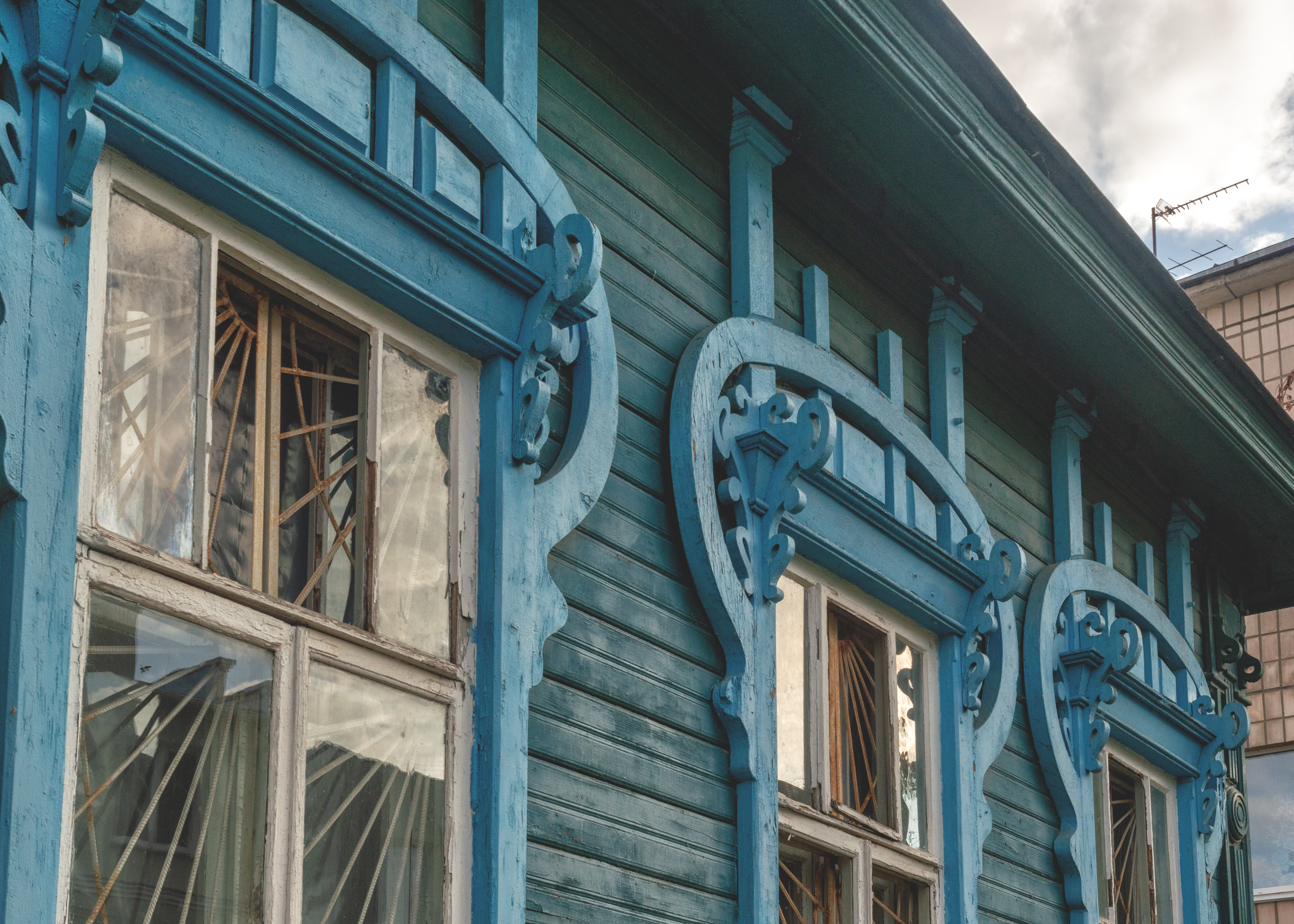
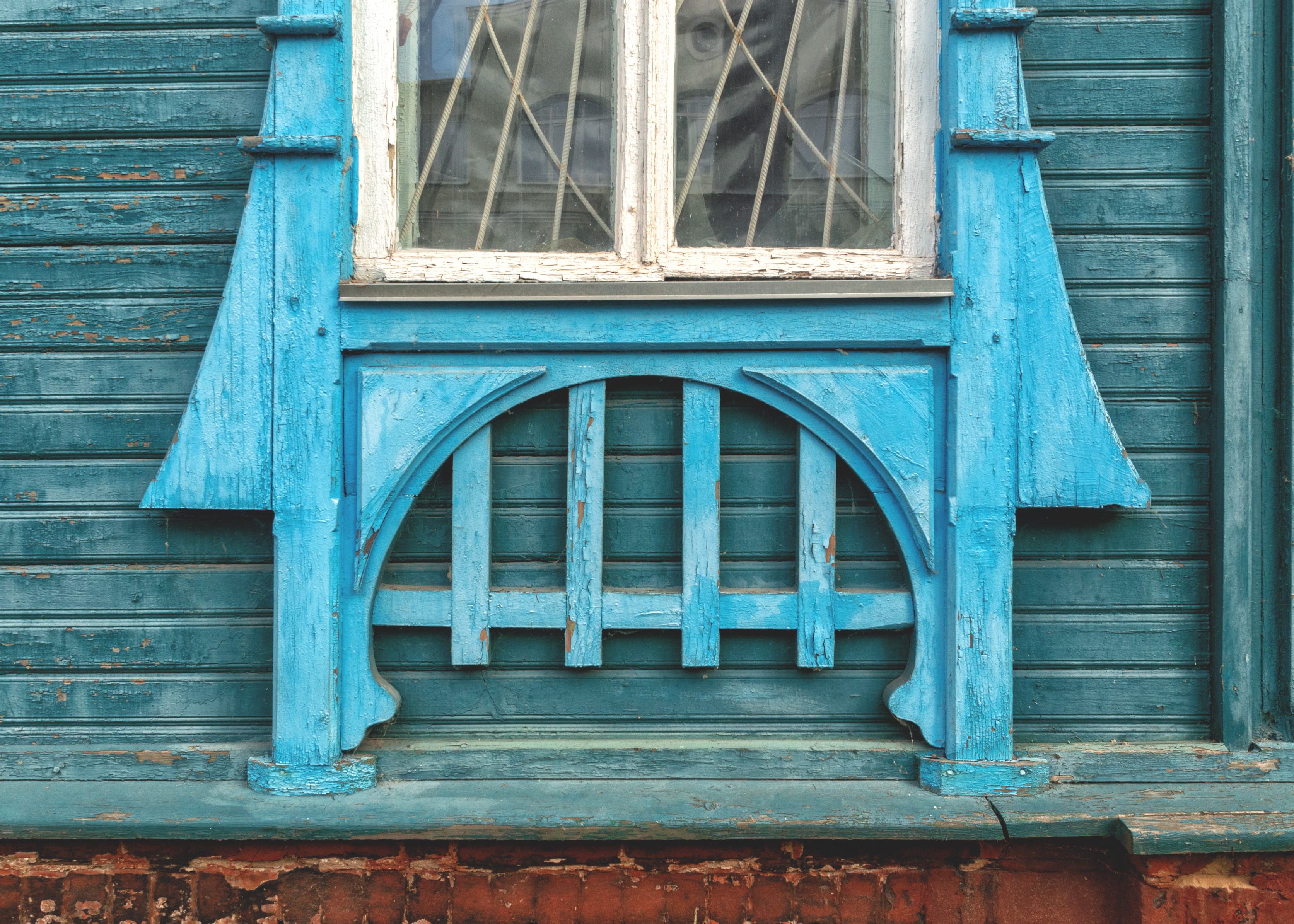
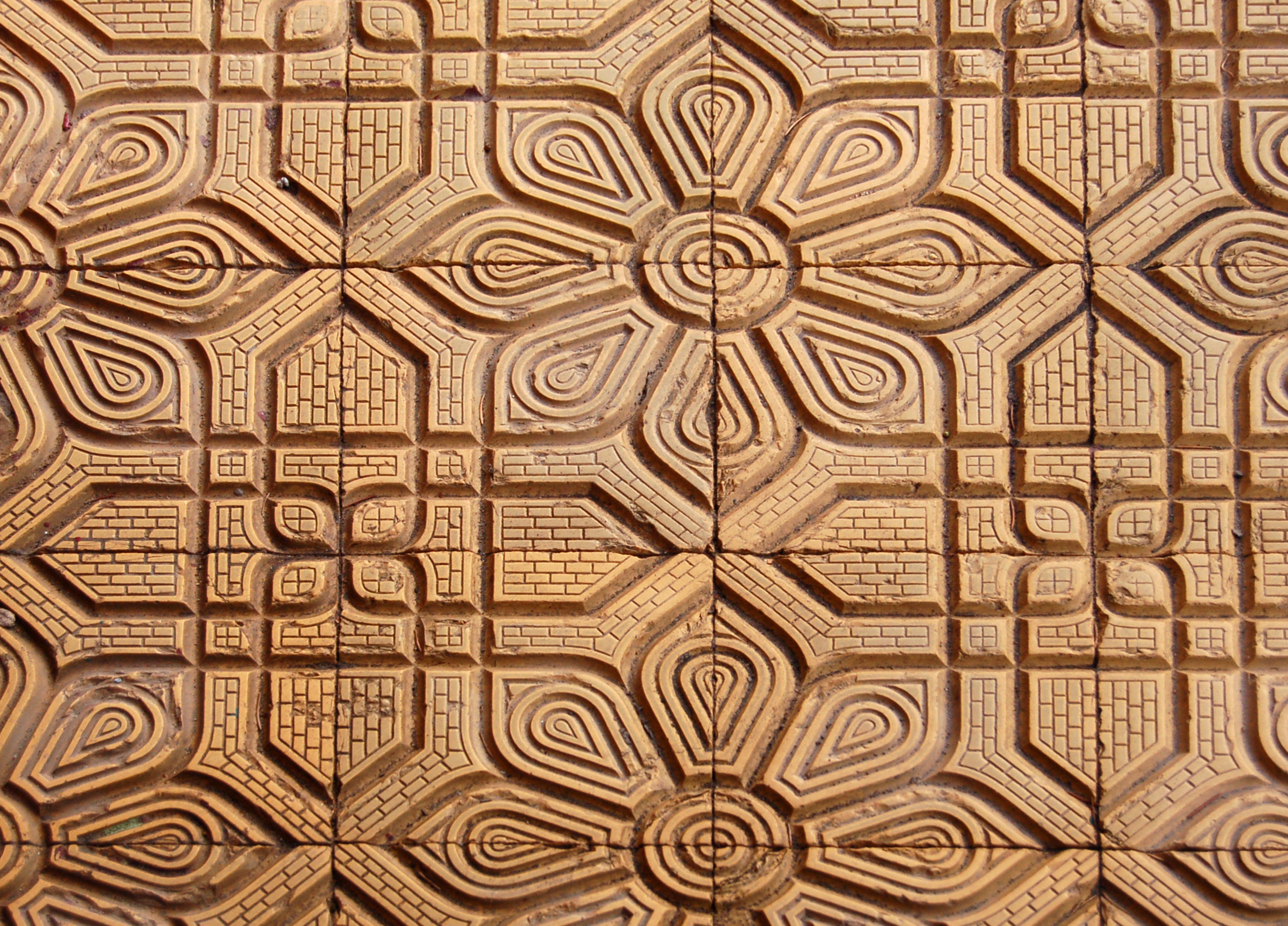